# 放沙裝置

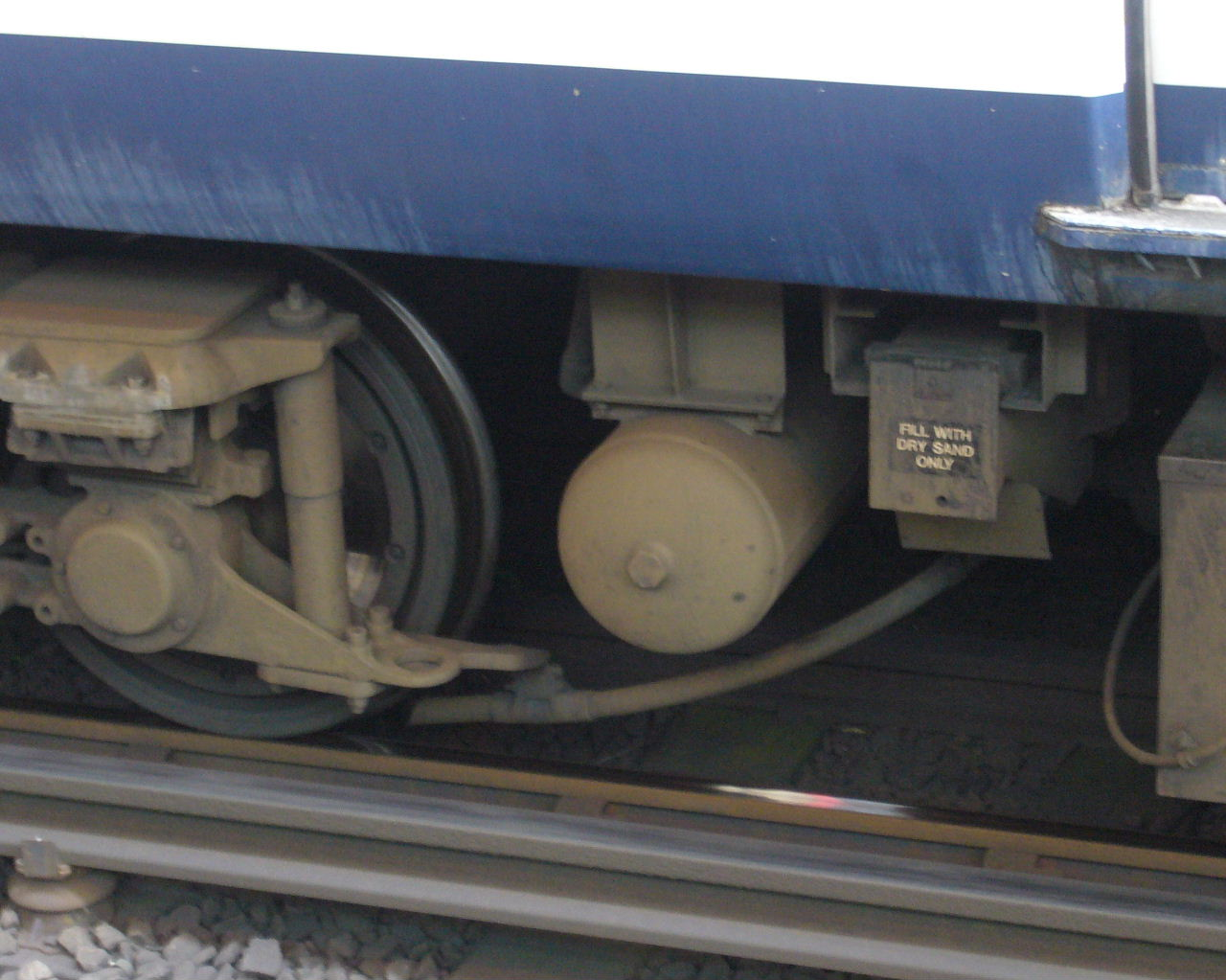
英國一輛鐵路車輛上安裝的放沙裝置

撒砂裝置是鐵路車輛的一種設備，安裝目的是利用沙以增加車輪與路軌的磨擦力，縮短制动距離和增加攀斜的摩擦力。
自鐵路創造後，撒砂裝置主要給大輪的蒸氣機車主軸使用。由於動力分散式的電車和柴油車，主軸的動力輸出並沒有那麼大，設有這裝備的例子少，但並非完全沒有，例如：香港的路面電車和九廣輕鐵電車。
噴沙裝置是把乾燥了的沙放入設置於高處的貯沙箱，利用喉管，將沙放掉到驅動車輪附近的軌道上。印度等地，拿了沙箱子的人(沙男)登上機車的最前端，必要時按情況用手撒沙。

## 氧化鋁噴射裝置（下稱瓷粉噴射/Cerajet）
瓷粉噴射【セラジェット(Cerajet)，全名Ceramic[瓷粉之意] jet】是日本鐵道總研開發出的放沙裝置的進化型，並已被商品化。其開發目的之一是以更少份量但增粘著能力更強的物料來增加車輪高速轉動的粘著能力，以達至更高的主動安全。
與傳統的落沙系統相比之下：
1. 粘著材料放棄了傳統的天然沙，而採用了粘著效果更強的瓷粉(化學成份主要為氧化鋁)。
2. 採用了壓縮空氣噴射的方法，將增粘著粒子以秒速100米的速度正確地噴灑於軌面上25~30mm的位置，以避免傳統重力方式放沙的最大弱點：粒子/沙粒容易被走行風吹離正確位置(即偏離增粘著粒子的有效作用位置)影響。

基於以上改良得出的實際測試結果，得出以下的數據：
1. 為原本機車所用的放沙裝置的使用量的1/30。
2. 只需使用傳統物料的1/20的費用就可以發揮比現用更好的増粘著效果
3. 從整體系統角度來講，其信賴性比傳統的放沙方式高。
4. 增粘著物料的補給週期達至現時的3個月，實現長壽命化。

### 應用
Cerajet系統首次應用於新幹線500系車輛在緊急制動時發生的滑走問題，測試結果發現制動距離縮短達1000m。及後有關效果被受承認，新幹線700系車輛、新幹線800系車輛，JR的在來線車輛及私鐵車輛相繼開始搭載此系統。
以下的新幹線車輛装着了Cerajet系統。
- 500系
1、8、9、16號車：使用方式為進行方向的1號車、9號車，故此1、8、9、16號車設有cerajet系統。
- 700系
兩端先頭車
- 800系
兩端先頭車